# Нарозя Володимир Володимирович
Наро́зя Володи́мир Володи́́мирович (Narózia Volodýmyr) — нар. 22 лютого 1961, м. Чортків Тернопільської області, Україна — діяч культури і громадський діяч Киргизької Республіки і української діаспори, Голова Ради громадського об'єднання «Українське товариство Киргизької Республіки „Берегиня“».

## Життєпис

### Освіта
1976 року закінчив 8 класів Чортківської середньої школи № 1 (гімназія імені Маркіяна Шашкевича). Закінчив з відзнаками навчальні заклади: музично-педагогічний відділ Чортківського педагогічного училища (гуманітарно-педагогічний коледж ім. Олександра Барвінського) — 1980 р., музично-педагогічний факультет Київського державного педагогічного університету імені Михайла Драгоманова — 1984 р., юридичний факультет Киргизького Національного університету ім. Жусупа Баласагина — 2008 р.

### Діяльність
Викладач Бішкекського музично-педагогічного коледжу, завідувач кафедри теорії та методики музичного виховання (1986—2000).[1], [2] Засновник і художній керівник Українського народного ансамблю «Барвінок» управління культури і туризму мерії міста Бішкека (з 1990). Ансамбль «Барвінок» володар Гран-Прі Міжнародного фестивалю «Співаємо киргизькі пісні» (2003), 6-разовий переможець фестивалю хорової музики і народної пісні «Співочі голоси Киргизстану».[3], [4], [5]
Організатор створення і Голова Ради Громадського об'єднання «Українське товариство Киргизької Республіки „Берегиня“» (з 1993).[6] Радіожурналіст — засновник, автор, редактор і ведучий україномовної радіопередачі «Берегиня» на першому Національному радіоканалі Киргизстану (з 1998). Журналіст — редактор української газети Киргизстану «Берегиня» (2006).[7], [8] Ініціатор створення (1994), член Президії, заступник голови ради Асамблеї народу Киргизстану (2011—2016), Віце-президент товариства дружби «Киргизстан — Україна» (з 2006).[9], [10] Член Президії Української Всесвітньої Координаційної Ради від Східної діаспори, обраний на II, III, IV, V та VI Всесвітніх форумах українців.[10] Ініціатор заснування Республіканського фестивалю «Українська пісня і танець на землі Манаса» (2003).[12] Менеджер проектів з видання наукових збірників: «Українці в Киргизстані. Стаття. Дослідження. Матеріали» (В. I. — 2003, В. II. — 2006) і «Тарас Шевченко в Киргизстані» (2008). [13], [14], [15]
Редактор-упорядник збірників:
- БИЗ — КЫРГЫЗ ЖАРАНЫБЫЗ (МЫ — КЫРГЫЗСТАНЦЫ): Сборник материалов VIII Курултая Ассамблеи народа Кыргызстана;[16]
- «Берегиня»: 25 років творення України в Киргизстані: збірник наукових і публіцистичних матеріалів, присвячений 25-річниці діяльності громадського об'єднання українців Киргизької Республіки «Берегиня» (2018);[17]
- Народ Кыргызстана в семье единой (2014, 2019);[18]
- Хлипенко Г. М. Із киргизько-українських літературних зв'язків і україністики. Вибране: збірник наукових статей (2019).[19]

Перекладач українською мовою Конституції Киргизької Республіки; повісті-притчі «Плач перелітного птаха» і легенди «Мати-Олениця» з повісті «Білий пароплав» Чингіза Айтматова; киргизького народного епосу — авторського твору М. Байджиєва «Сказання про Манаса, Семетея і Сейтека» (у співавторстві).[20], [21]
З 1986 року проживає в Киргизстані.

## Нагороди, звання
- Відмінник народної освіти Киргизької Республіки (1994);
- Медаль «1000 років епосу Манас» (1995);
- Почесна грамота Киргизької Республіки (1999);[22]
- Лауреат премії «Люди року» Благодійного фонду «Мустафа Кемаль (Ататюрк)» (2000);[23]
- Пам'ятний знак «Киргизькій Республіці 10 років» (2001);
- Медаль Киргизької Республіки «Даңк» — за великі заслуги у зміцненні міжнаціональної злагоди і дружби народу Киргизстану (2004);[24]
- Відзнака Держкомміграції України (2004);
- Почесне звання «Заслужений працівник культури України» — за вагомий особистий внесок у зміцнення міжнародного авторитету України, популяризацію історичних і сучасних надбань українського народу, активну участь у житті закордонної української громади (2006);[25]
- Ювілейна медаль УВКР «20 років з Дня народження Тараса Григоровича Шевченка» (2014);[26]
- Відзнака Президента України — ювілейна медаль «25 років незалежності України» — за вагомий особистий внесок у зміцнення міжнародного авторитету Української держави, популяризацію її історичної спадщини і сучасних надбань та з нагоди 25-ї річниці незалежності України (2016);[27]
- Цінний подарунок Президента Киргизької Республіки (годинник) у зв'язку з 25-річчям Асамблеї народу Киргизстану (2019);[28]
- Почесне звання «Заслужений діяч культури Киргизької Республіки» (2019) — за істотний внесок у розвиток соціально-економічного, інтелектуального та культурного потенціалу Киргизької Республіки, великі досягнення у професійній діяльності, а також на честь Дня Незалежності Киргизької Республіки.[29], [30]